# فيسنتي مادرايغال
فيسنتي مادرايغال هو سياسي فلبيني، ولد في 5 أبريل 1880 في Gumaca ‏ في الفلبين، وتوفي في 6 يونيو 1972 في مدينة كيزون في الفلبين. نشط حزبياً في بارتيدو ليبرال. وقد انتخب عضو مجلس الشيوخ الفلبيني ‏ (30 ديسمبر 1947 – 30 ديسمبر 1953) وانتخب عضو مجلس الشيوخ الفلبيني ‏ (30 ديسمبر 1941 – 30 ديسمبر 1947).